# Tarenna pilosa
Tarenna pilosa är en måreväxtart som först beskrevs av William Grant Craib, och fick sitt nu gällande namn av Cornelis Eliza Bertus Bremekamp. Tarenna pilosa ingår i släktet Tarenna och familjen måreväxter. Inga underarter finns listade i Catalogue of Life.